# Aldila Sutjiadi
Aldila Sutjiadi, née le 2 mai 1995 à Jakarta, est une joueuse de tennis indonésienne, professionnelle depuis 2017.

## Carrière
Adlila Sutjiadi a effectué un cursus universitaire au sein de l'Université du Kentucky entre 2013 et 2017.
Elle est médaillée d'or en double mixte des Jeux asiatiques de 2018 avec Christopher Rungkat. Le duo a également remporté deux autres médailles d'or lors des Jeux d'Asie du Sud-Est en 2019 et 2021.
Lauréate d'un tournoi ITF en simple en 2018, elle a rencontré plus de succès en double avec 15 titres acquis sur ce circuit. En 2021, elle s'impose à Bonita Springs avec Erin Routliffe puis à Charleston avec Fanny Stollár.
Elle fait ses débuts dans les tournois du Grand Chelem à l'occasion de l'Open d'Australie 2022 où elle reçoit une invitation en double. Début avril, elle s'adjuge le tournoi de Bogota aux côtés d'Astra Sharma. Elle devient la première joueuse indonésienne titrée sur le circuit WTA depuis Angelique Widjaja en 2003.

## Palmarès

### Titres en double dames
| No | Date       | Nom et lieu du tournoi       | Catégorie | Dotation  | Surface      | Partenaire     | Finalistes                       | Score             |          |
| -- | ---------- | ---------------------------- | --------- | --------- | ------------ | -------------- | -------------------------------- | ----------------- | -------- |
| 1  | 04-04-2022 | Copa Colsanitas Bogota       | WTA 250   | 239 477 $ | Terre (ext.) | Astra Sharma   | Emina Bektas Tara Moore          | 4-6, 6-4, [11-9]  | Parcours |
| 2  | 02-01-2023 | ASB Classic Auckland         | WTA 250   | 259 303 $ | Dur (ext.)   | Miyu Kato      | Leylah Fernandez B. Mattek-Sands | 1-6, 7-5, [10-4]  | Parcours |
| 3  | 27-02-2023 | ATX Open Austin              | WTA 250   | 259 303 $ | Dur (ext.)   | Erin Routliffe | N. Melichar-Martinez Ellen Perez | 6-4, 3-6, [10-8]  | Parcours |
| 4  | 20-08-2023 | Tennis in the Land Cleveland | WTA 250   | 259 303 $ | Dur (ext.)   | Miyu Kato      | N. Melichar-Martinez Ellen Perez | 6-4, 64-7, [10-8] | Parcours |
| 5  | 29-01-2024 | Thailand Open Hua Hin        | WTA 250   | 267 082 $ | Dur (ext.)   | Miyu Kato      | Guo Hanyu Jiang Xinyu            | 6-4, 1-6, [10-7]  | Parcours |

### Finales en double dames
| No | Date       | Nom et lieu du tournoi                  | Catégorie    | Dotation    | Surface      | Vainqueures                              | Partenaire    | Score            |          |
| -- | ---------- | --------------------------------------- | ------------ | ----------- | ------------ | ---------------------------------------- | ------------- | ---------------- | -------- |
| 1  | 17-07-2022 | Hamburg European Open Hambourg          | WTA 250      | 251 750 $   | Terre (ext.) | Sophie Chang Angela Kulikov              | Miyu Kato     | 6-3, 4-6, [10-6] | Parcours |
| 2  | 23-10-2023 | WTA Elite Trophy Zhuhai                 | Elite Trophy | 2 419 844 $ | Dur (int.)   | Beatriz Haddad Maia Veronika Kudermetova | Miyu Kato     | 6-3, 6-3         | Parcours |
| 3  | 19-05-2024 | Internationaux de Strasbourg Strasbourg | WTA 500      | 922 573 $   | Terre (ext.) | Cristina Bucșa Monica Niculescu          | Asia Muhammad | 3-6, 6-4, [10-6] | Parcours |

### Titres en double en WTA 125
| No | Date       | Nom et lieu du tournoi      | Catégorie | Dotation  | Surface      | Partenaire        | Finalistes                       | Score             |          |
| -- | ---------- | --------------------------- | --------- | --------- | ------------ | ----------------- | -------------------------------- | ----------------- | -------- |
| 1  | 24-10-2022 | Abierto Tampico Tampico     | WTA 125   | 115 000 $ | Dur (ext.)   | Tereza Mihalíková | Ashlyn Krueger Elizabeth Mandlik | 7-5, 6-2          | Parcours |
| 2  | 07-11-2022 | LP Chile Colina Open Colina | WTA 125   | 115 000 $ | Terre (ext.) | Yana Sizikova     | Mayar Sherif Tamara Zidanšek     | 6-1, 3-6, [10-7]  | Parcours |
| 3  | 13-05-2024 | Trophée Clarins Paris       | WTA 125   | 115 000 $ | Terre (ext.) | Asia Muhammad     | Monica Niculescu Zhu Lin         | 7-63, 6-4, [11-9] | Parcours |
| 4  | 28-04-2025 | Catalonia Open WTA 125 Vic  | WTA 125   | 115 000 $ | Terre (ext.) | Bianca Andreescu  | Leylah Fernandez Lulu Sun        | 6-2, 6-4          | Parcours |

### Finales en double en WTA 125
| No | Date       | Nom et lieu du tournoi     | Catégorie | Dotation  | Surface      | Vainqueures                  | Partenaire         | Score            |          |
| -- | ---------- | -------------------------- | --------- | --------- | ------------ | ---------------------------- | ------------------ | ---------------- | -------- |
| 1  | 26-07-2021 | Charleston Open Charleston | WTA 125   | 115 000 $ | Terre (ext.) | Liang En-shuo Rebecca Marino | Erin Routliffe     | 5-7, 7-5, [10-7] | Parcours |
| 2  | 01-11-2021 | Dow Tennis Classic Midland | WTA 125   | 115 000 $ | Dur (int.)   | Harriet Dart Asia Muhammad   | Peangtarn Plipuech | 6-3, 2-6, [10-7] | Parcours |

## Parcours en Grand Chelem

### En simple dames
N'a jamais participé à un tableau final.

### En double dames
| 2022 | 1er tour (1/32) P. Plipuech \|\| style="text-align:left;" \| A. Guarachi N. Melichar  | 2e tour (1/16) M. Kato \|\| style="text-align:left;" \| C. McNally Zhang S.          | 1er tour (1/32) M. Kato \|\| style="text-align:left;" \| J. Niemeier A. Petkovic | 2e tour (1/16) M. Kato \|\| style="text-align:left;" \| D. Krawczyk D. Schuurs         |  |  |
| 2023 | 1/8 de finale M. Kato \|\| style="text-align:left;" \| C. Gauff J. Pegula             | 1/8 de finale M. Kato \|\| style="text-align:left;" \| M. Bouzková S. Sorribes Tormo | 1/8 de finale M. Kato \|\| style="text-align:left;" \| Hsieh S.-w. B. Strýcová   | 1/8 de finale M. Kato \|\| style="text-align:left;" \| V. Azarenka B. Haddad Maia      |  |  |
| 2025 | 1er tour (1/32) M. Kato \|\| style="text-align:left;" \| E. Alexandrova A. Kalinskaya | 2e tour (1/16) A. Muhammad \|\| style="text-align:left;" \| G. Olmos A. Panova       | 1/8 de finale A. Muhammad \|\| style="text-align:left;" \| T. Babos N. Kichenok  | 2e tour (1/16) E. Shibahara \|\| style="text-align:left;" \| T. Mihalíková O. Nicholls |  |  |
| 2024 | —                                                                                     | —                                                                                    | 1er tour (1/32) M. Kato \|\| style="text-align:left;" \| C. Garcia D. Parry      | 2e tour (1/16) E. Hozumi \|\| style="text-align:left;" \| Zhang S. E. Alexandrova      |  |  |

N.B. : le nom de la partenaire se trouve sous le résultat ; les noms des ultimes adversaires se trouvent à droite.

### En double mixte
| Année | Open d'Australie                                                              | Open d'Australie                                                                  | Internationaux de France                                                          | Internationaux de France                                                    | Wimbledon                                                                    | Wimbledon | US Open | US Open |
| ----- | ----------------------------------------------------------------------------- | --------------------------------------------------------------------------------- | --------------------------------------------------------------------------------- | --------------------------------------------------------------------------- | ---------------------------------------------------------------------------- | --------- | ------- | ------- |
| 2023  | —                                                                             | —                                                                                 | 1/2 finale M. Middelkoop \|\| style="text-align:left;" \| M. Kato T. Pütz         | 1/2 finale M. Middelkoop \|\| style="text-align:left;" \| Xu Y. J. Vliegen  | —                                                                            | —         |         |         |
| 2024  | 2e tour (1/8) M. Venus \|\| style="text-align:left;" \| O. Gadecki M. Polmans | 1er tour (1/16) J. Withrow \|\| style="text-align:left;" \| U. Eikeri M. González | 2e tour (1/8) J. Withrow \|\| style="text-align:left;" \| E. Shibahara N. Lammons | 1/2 finale R. Bopanna \|\| style="text-align:left;" \| T. Townsend D. Young |                                                                              |           |         |         |
| 2025  | —                                                                             | —                                                                                 | —                                                                                 | —                                                                           | 2e tour (1/8) R. Galloway \|\| style="text-align:left;" \| E. Silva J. Paris | —         | —       |         |

N.B. : le nom du partenaire se trouve sous le résultat ; les noms des ultimes adversaires se trouvent à droite.

## Classements WTA en fin de saison
| Année          | 2017 | 2018 | 2019 | 2020 | 2021 | 2022 | 2023 | 2024 |
| Rang en simple | 999  | 664  | 357  | 387  | 391  | 526  | –    | –    |
| Rang en double | –    | 517  | 155  | 188  | 135  | 51   | 26   | 36   |

Source : (en) Classements de Aldila Sutjiadi sur le site officiel de la Fédération internationale de tennis